# Аржантеј
Аржантеј (фр. Argenteuil) је насељено место у Француској у Париском региону, у департману Долина Оазе.
По подацима из 2006. године број становника у месту је био 102.683.

## Демографија
| 1962.  | 1968.  | 1975.   | 1982.  | 1990.  | 1999.  | 2006.   | 2011.   |
| ------ | ------ | ------- | ------ | ------ | ------ | ------- | ------- |
| 82.321 | 90.480 | 102.530 | 95.347 | 93.096 | 93.961 | 102.683 | 104.282 |

## Партнерски градови
- Десау-Рослау
- Clydebank
- Алесандрија
- Хунедоара